# Генрих XVI (герцог Баварии)
Генрих XVI (нем. Heinrich XVI; 1386 — 30 июля 1450) — герцог Баварско-Ландсхутский с 1393 года.

## Биография
Генрих был сыном баварско-ландсхутского герцога Фридриха и Маддалены Висконти. Его отец скончался всего через год после того, как произошёл раздел наследства Стефана II, и Генриху было в тот момент всего 7 лет, поэтому над ним взяли опеку дяди Иоганн II и Стефан III, а после смерти Иоганна в 1397 году — его сыновья Эрнст и Вильгельм III. К самостоятельному управлению герцогством он приступил в 1404 году.
Генрих стал проводить жёсткую политику централизации и ограничивать права городов, что привело к восстанию в Ландсхуте в 1410 году членов пятидесяти городских семейств, при подавлении которого и конфисковал их имущество.
В 1410—1411 годах Генрих совершил путешествие в Пруссию.
С 1408 года начали резко ухудшаться отношения между Георгом и баварско-ингольштадтским герцогом Людвигом VII. Генрих создал «общество попугая», объединившее врагов Людвига. Людвиг публично высказал сомнения в законности происхождения Генриха, в ответ Генрих попытался 17 апреля 1414 года убить Людвига, когда тот направлялся на Констанцский собор. В 1420—1422 годах между Баварией-Ландсхут и Баварией-Ингольштадт разразилась Баварская война. В 1422—1423 годах Генрих совершил второй вояж в Пруссию.
В 1420-х годах пресеклась штраубингская линия герцогов Баварии, и по Прессбургскому арбитражу императора Сигизмунда в 1429 году их владения были разделены между Баварией-Ландсхут, Баварией-Мюнхен и Баварией-Ингольштадт.
В 1438 году на сторону Генриха перешёл Людвиг VIII — сын Людвига VII. В 1443 году ему удалось пленить отца, и он стал править в Баварии-Ингольштадте самостоятельно. После его смерти в 1445 году Генрих перевёз Людвига VII к себе и держал его в заключении до самой его смерти. Так как у Людвига VIII не осталось наследников, то Баварско-Ингольштадтское герцогство было присоединено к Баварии-Ландсхут.
Генрих XVI приложил большие усилия для развития герцогства, и созданные им благоприятные условия для ведения хозяйственной и финансовой деятельности способствовали образованию большой еврейской общины. В историю Генрих XVI вошёл как Генрих Богатый.

## Семья и дети
25 ноября 1412 года Генрих женился в Ландсхуте на Маргарите, дочери австрийского герцога Альбрехта IV. У них родилось шестеро детей:
- Иоганна (1413—1444), вышла замуж за пфальцграфа фон Монсбах Оттона I
- Альбрехт (1414—1418)
- Фридрих (1415—1416)
- Людвиг (1417—1479)
- Елизавета (1419—1451), вышла замуж за вюртембергского графа Ульриха V
- Маргарита (р.1420), стала монахиней

Считается, что именно Генрих XVI положил традицию отсылать жён в замок Бургхаузен, чтобы обеспечить себе личную свободу. Известно, что у Генриха был ряд внебрачных детей.